# Манко Инка Юпанки
Ма́нко И́нка Юпа́нки (кечуа Manqu Inka Yupanki, исп. Manco Inca Yupanqui), также известный как Манко Капак-второй или Манко II (кечуа Manqu iskay ñiqin) (1514 ? — 1544) — Инка, сын Инки Уайна-Капака, верховный правитель инков во время конкисты и лидер одного из крупнейших индейских восстаний в Южной Америке против европейского господства. Пытался объединить племена после распада Инкской империи в период после смерти старших членов династии и гражданской войны за наследство. Погиб от руки испанцев, которым дал приют в своей горной крепости во время гражданской войны между роялистами и местной испанской аристократией.

## Приход к власти
Манко был сыном Уайна-Капака (1493—1527), последнего Инки, реально управлявшего всей Инкской империей и признаваемого всеми её частями и племенами. После смерти Уайна-Капака, в государстве началась длительная гражданская война за престол между двумя основными претендентами: законным наследником Уаскаром (правил в 1527—1532) и любимцем Уайна-Капака Атауальпой (1533), которому он завещал часть империи вопреки обычному принципу престолонаследия. Остальных сыновей Инки — Тупака Уальпу, Манко Инку Юпанки и Инку Паулью — оба соперника пытались убрать любыми законными и незаконными способами. В это время все они пытались спасти свои жизни и скрывались в лесах.
В 1532 году в пределах Инкской империи высадилась экспедиция Франсиско Писарро. Продвинувшись вглубь территории, они встретились с армией Атауальпы, уже победившего своих братьев в междоусобной войне. Испанцам удалось неожиданным маневром разгромить Атауальпу в битве при Кахамарке и взять его в плен. Вскоре, после продолжительных споров, лидеры испанской экспедиции приняли решение казнить Атауальпу, поскольку боялись его безоговорочного влияния на вооруженные силы инков.
После казни Атауальпы испанцам срочно понадобился марионеточный лидер, который бы смог подчинить себе инков и одновременно сотрудничать с завоевателями, так как население инкской империи составляло в это время около 10 миллионов человек — что было несравнимо по численности с корпусом Писарро (примерно 60 всадников и 100 пехотинцев).
Таким лидером был избран Тупак Уальпа, младший брат Уаскара и Атауальпы. Однако, через короткое время он неожиданно умер, как подозревали испанцы, не без помощи военачальника инкской армии и сподвижника Атауальпы Чалкучимы. Перед испанцами вновь стала проблема лидерства над инками.
Манко появился перед испанцами в день, когда они решили казнить и Чалкучиму. По-видимому, это произошло 13 ноября 1533 г. До тех пор его судьба малоизвестна, но, вероятно, что он скрывался от своих старших братьев в лесах Анд. Испанцы сразу приняли его с распростертыми объятьями, поскольку как раз собирались войти в Куско, столицу Инкской империи, и теперь у них был повод войти туда в качестве освободителей. Уже на следующий день испанцы провозгласили Манко верховным Инкой. Как отмечал в дневнике Писарро:

«…так как он был благоразумным и энергичным молодым человеком, вождем индейцев, которые находились там в это время, и к тому же законным наследником империи. Это было сделано очень быстро… чтобы местные жители не присоединились к армии китонцев, а получили бы своего собственного правителя, чтобы ему поклоняться и подчиняться».

## Испанский период
Манко активно сотрудничал с испанцами, так в 1533 г. он собрал армию и вместе с испанскими кавалеристами отправился в погоню за мятежным военачальником Атауальпы Кискисом. По возвращении отрядов Манко был официально коронован и подписал с Писарро «Требования», согласно которым признавал себя вассалом испанского короля.
В течение некоторого последующего времени Инка Манко находился в дружеских отношениях с испанцами, помогал подавить восстания индейских вождей, несогласных с подчинением испанцам. Однако, достаточно быстро, он осознал, что захватчики не сильно заботятся о процветании инкской империи, а больше пекутся только о собственном благосостоянии. Были осквернены многие храмы Куско, переплавлены в бруски многие выдающиеся произведения искусства из золота и серебра; многие знатные вожди инков открыто притеснялись. Ситуация усугубилась с отъездом руководителей экспедиции: Писарро (который старался поддерживать порядок в городе) и Диего Альмагро (благоволившего к Инке Манко), в результате чего главными остались младшие братья Писарро — Хуан и Гонсало — не знавшие никаких мер в угнетении индейцев.
Братья Писарро все больше притесняли молодого Инку, что вполне согласовывалось с общим поведением испанцев на захваченных территориях. Одной из последних капель, переполнивших чашу терпения, стало требование Гонсало Писарро жениться на сестре (и жене, согласно инкскому обычаю) Инки. В конце 1535 года Инка Манко, поддерживаемый старейшинами, принял решение поднять восстание.

## Великое восстание
Однажды ночью Манко попробовал скрыться из Куско в сопровождении небольшой свиты, однако, шпионы среди его окружения предупредили Писарро, и Инка был настигнут и взят в плен. Последующие месяцы его держали в заключении в столице, с кандалами на шее. В это время издевательства над индейским лидером стали ещё изощреннее: испанцы «…плевали ему в лицо, били и называли его собакой, держали его на цепи, прикрепленной к ошейнику, в общественных местах, где ходили люди».
В конце года конкистадоры освободили Инку из тюрьмы, а прибывший из Испании ещё один Писарро — Эрнандо, даже попытался наладить с ним отношения. Однако, рубикон был пройден, и Манко, видимо, теперь лишь ждал момента, чтобы поднять восстание. Вскоре Манко смог выехать из Куско, обманув ожидания Эрнандо (которого предупреждали об угрозе восстания многочисленные лазутчики), и в канун Пасхи 1536 года поднял мятеж.
Э. Писарро срочно направил своего брата Хуана с 70 всадниками в погоню за Манко, но прибыв в местность, куда направился вождь, они обнаружили огромное число индейцев, готовящихся к войне. С ходу испанцам удалось занять поселение, однако, сам Инка и большинство его новобранцев скрылись в горах. В это же время Куско начали окружать орды индейцев (от 100 до 200 тысяч), и конный отряд был срочно отозван назад в столицу.
Испанцы имели абсолютное превосходство в бою на равнинной местности благодаря кавалерии, но индейцы держались ближе к горам, а, кроме того, благодаря такой концентрации сил испанские всадники просто увязали в человеческой толпе. Воодушевленным немногочисленными успехами индейцам удалось загнать всех испанцев во дворцы на центральной площади и подпалить город. Хотя конкистадоры не сгорели, они чуть не задохнулись от дыма. После пожара они могли контролировать только пару домов на центральной площади Куско, а весь город был занят инками.
В таких условиях испанцы от отчаяния решили прорываться к крепости Саксауаман, главенствовавшей над городом и занятой индейцами. Скала, где находится крепость, хорошо укреплена от природы, но индейцы во времена Инки Пачакути выстроили дополнительную стену «циклопической кладки» (отдельные камни весят более 300 тонн). Испанцы неожиданно прорвались прямо к крепости и бросили все силы, чтобы захватить укрепления. В продолжительной битве, полной героизма с обеих сторон, испанцам удалось в ночной вылазке прорваться за первую линию укреплений, в результате чего индейцы оказалось в трудном положении, когда огромное количество оборонявшихся не получало достаточно припасов и оружия.
Наконец, в отчаянной попытке Гонсало Писарро (его брат Хуан погиб в бою за крепость) сумел захватить твердыню и занять её. Прибывшие подкрепления инков уже не смогли ничего изменить.
В это же время индейцы достаточно успешно действовали на всей территории, признававшей Инку Манко правителем: так, они истребили несколько испанских отрядов общей численностью до 200 солдат, включая и кавалерию. Но в битве за Лиму индейцы потерпели сокрушительное поражение.
Манко был вынужден оставить свой лагерь и переместиться в Ольянтайтамбо, дальнюю крепость. Писарро приказал большому отряду испанцев двигаться к крепости, чтобы уничтожить предводителя индейского мятежа. Манко наполнил Ольянтайтамбо лучниками из диких лесных племен, а сам вид бастионов ужаснул испанцев. В последовавших боях Инка Манко лично принимал участие верхом на коне (он научился верховой езде от испанцев) и с копьем в руках, подбадривая своих воинов. Ранее индейцам удалось захватить немало европейского оружия, включая и аркебузы (которыми они, правда так и не научились пользоваться). Также они с успехом применяли различные колючки для борьбы с лошадьми и даже водоотводные каналы для затопления местности, где могла действовать кавалерия. Как писал средневековый хронист:

«У этих индейцев есть одна особенность: если они побеждают, то становятся прямо демонами, но если же они бегут, то похожи на мокрых куриц.»

Испанцам пришлось отступить.
Тем временем осада Куско продолжалась, но испанцы теперь все чаще контратаковали, не давая сосредоточиться крупным силам индейцев. Одновременно в Перу начали прибывать силы из других колоний и даже из метрополии. Манко же не мог прокормить огромную армию, не распустив крестьян по домам для сбора урожая, так как многие из его солдат и являлись крестьянами, слабо подготовленными к войне. К тому же к Куско шли экспедиции Альмагро и Альварадо, что грозило резко изменить соотношение сил в пользу испанских завоевателей.
Однако, среди испанцев наметился раскол. Альмагро предложил Инке союз против братьев Писарро с целью взять город в свои руки. Поначалу Манко вроде бы даже согласился, но затем отказался от сотрудничества и далее оставался в стороне от «разборок» испанцев. 18 апреля 1537 года Альмагро разгромил войска братьев Писарро, их самих арестовал, и занял город.

## Инка-изгой
После неудачного штурма Куско Инка Манко решил оставить крепость Ольянтайтамбо, потому что испанцы точно знали его местонахождение и могли относительно быстро добраться туда верхом. Манко отбыл в провинцию Вилькабамба — труднодоступный горный район на окраине империи Инков, который почти не контролировался даже во времена его предшественников. На ходу индейцы разрушали подвесные мосты у себя за спиной и разбирали дороги. Однако, сразу по захвату столицы, Диего Альмагро не терпелось добиться новых успехов, и он послал крупную экспедицию — около 300 солдат — вдогонку за Инкой. Несмотря на трудности пути они вскоре нагнали Манко в городе Виткос. Здесь испанцы выиграли сражение против индейцев, но первым делом бросились искать наживу — например золотое изображение Солнца из инкского храма. Эта жадность спасла Инку, так как только несколько всадников отправилось следом за ним и, видимо, разминулись на горных тропинках. Однако, Манко спасся лишь чудом — около 20 воинов несли его на руках даже без традиционного паланкина, и с ним не было практически никакой армии.
В Куско же место «официального» Инки, признаваемого испанцами, занял младший брат Манко — Инка Паулью, также уважаемый, благородный и храбрый молодой человек, который откровенно сотрудничал с испанцами и будет оставаться верным им до конца жизни.
В 1538 году Франсиско Писарро, вернув себе Куско, вновь послал экспедицию за головой Манко. И на этот раз испанцам удалось подойти к Инке довольно близко. Авангард их корпуса под руководством молодого капитана узнал от индейцев, что Инка находится в близлежащей деревне с небольшой свитой. Однако, Манко успел подготовить индейцев к сражению, и сам сел на коня с копьем в руках. Хотя испанцам и удалось атаковать лагерь мятежного Инки, без лошадей они были разбиты превосходящими силами, чем ещё более ободрили Инку.

## Второе восстание
Почувствовав себя в силах продолжать войну, индейцы возобновили нападения на индейских же союзников испанцев, которым жестоко мстили за коллаборационизм, и даже на сами отряды конкистадоров, причем в ряде случаев им удалось нанести испанцам серьёзные потери. Тем временем, восстание поддержали и другие вожди на близлежащих территориях. В начале 1539 г. братья Писарро сами выступили во главе отряда на поиски Инки. Гонсало Писарро в течение 5 дней добирался до труднодоступных регионов, где мог скрываться Инка, и в результате напоролся на союзные Инке племена индейцев. В сражении испанцам с трудом удалось выстоять только благодаря личному присутствию на поле боя Инки Паулью, личным примером поддерживающего большие отряды союзных индейцев.
На этот раз испанцы не только жестоко карали провинившихся вождей и племена, но и прощали тем, кто сам сдавался на милость победителя. При виде такого милосердия, многие племена добровольно сложили оружие, а их вожди пришли с повинной к Писарро. Среди таковых оказались и некоторые лучшие военачальники Манко. Другие были убиты или захвачены в плен. Из лидеров восстания на свободе оставались лишь сам Инка и его верховный жрец Вильяк Ума.
Манко ничего не оставалось, как вновь удалиться в Вилькабамбу под угрозой захвата крупными испанскими отрядами, охотившимися специально за его головой. Там, в глубине амазонских лесов, во влажном и теплом климате и в непроходимой местности он основал новую столицу и обустроил её. До сих пор ведутся споры, где именно находился город Вилькабамба.
В 1539 г. Гонсало Писарро в очередной раз попытался захватить Манко. Он отправился прямо в Вилькабамбу, где как ему донесли, скрывался Инка. На переправах через горные реки индейцы совершили нападение на испанцев, и только решимость Писарро и Инки Паулью спасла отряд от поражения, при этом погибло 36 конкистадоров. На следующий день Писарро отправил часть людей в обход по горным тропам, и им удалось подобраться совсем близко к Манко, но бегуны успели предупредить Инку об обходном маневре, и его буквально на руках вынесли с поля боя, так что вновь ему удалось лишь чудом избежать смерти или плена.
Разрушив Вилькабамбу и захватив некоторых знатных индейцев, испанцы вернулись, формально не выполнив поручения Писарро. Через некоторое время Манко вроде бы пошел на переговоры с испанцами, но почему-то вновь резко изменил свою точку зрения и даже убил их посланников. Ф.Писарро это привело в ярость, и он приказал жестоко убить многих пленников, включая и любимую жену-сестру Инки, взятую в плен в Вилькабамбе.

## Испанское присутствие
В течение последующих месяцев люди Манко, хоть и не могли поднять новое восстание, пытались причинить вред испанцам где только можно. Писарро вновь собирался отправить экспедицию на поиски Манко. Но в этот момент сторонники казненного ранее Диего Альмагро, недовольные своим притеснением со стороны братьев Писарро, подняли восстание и убили самого маркиза Франсиско Писарро. Это привело к новой гражданской войне в Перу. Манко наблюдал за действиями противников из Вилькабамбы, не вмешиваясь. Однако, сейчас в дело вмешалась королевская власть в лице губернатора Вака де Кастро . В битве при Чупас 16 сентября 1542 г. сын Альмагро Диего де Альмагро-младший был наголову разгромлен, схвачен  а затем обезглавлен.
Тем не менее некоторым сторонникам Альмагро удалось достигнуть Манко, и он, видимо, памятуя, что Альмагро был наиболее милостив с ним, радушно принял их и разрешил оставаться в Вилькабамбе.
В обмен на гостеприимство беглецы обучили Инку и некоторых его воинов стрельбе из аркебузы, верховой езде и испанским приемам ведения боя. Манко сам обедал со своими гостями и по словам его сына, Титу Куси:

«… приказал, чтобы у них были дома, где они могли бы жить. В течение многих дней и лет они были рядом с ним, и он хорошо с ними обращался и давал им все, что им было нужно. Он даже приказал своим женщинам, чтобы они готовили для них еду и питье, принимал пищу вместе с ними и относился к ним, как будто они были его родные братья».

Примерно в 1542 г. новый эмиссар испанской короны Кристобаль Вака де Кастро сделал ещё одну попытку выманить Манко из джунглей с помощью мирных переговоров, и даже достиг некоторых договоренностей, пообещав сохранить титул и привилегии Инки, однако, Манко в очередной раз передумал, возможно, под влиянием своих испанских друзей, которым в этом случае грозила виселица. В мае 1544 года в Перу прибыл первый вице-король дон Бласко Нуньес Вела, и Инка вместе с семерыми испанцами написали ему письмо, в котором просили прощения в случае, если они выйдут в Куско. Письмо было благосклонно принято вице-королём и подписано в позитивном ключе.
Этот ответ ободрил не столько Инку, сколько испанцев, и они решили пойти ещё дальше: посчитав, что, принеся голову Инки, им удастся добиться помилования, они начали строить заговор с целью убийства Манко. Одна из индианок подслушала разговор, но Инка не поверил ей, и не принял никаких мер предосторожности.
Одним из развлечений, которым предавались испанцы в Виткосе, было метание подков, и Инка часто развлекался вместе с ними. Во время такой игры Диего Мендес выхватил нож и бросился на Инку, а остальные подбежали и нанесли ещё несколько смертельных ударов. Сын Манко, девятилетний Титу Куси, присутствовал при этом:

«Мой отец, чувствуя, что ранен, пытался защитить себя, но он был один и невооружен, а их было семеро вооруженных мужчин. Весь израненный, он упал на землю, и они посчитали его за мертвого. Я был всего лишь ребёнком, но, видя, как обращаются с моим отцом, я хотел подойти и помочь ему. Но они в ярости обернулись ко мне и метнули в меня копье, которое едва не убило и меня насмерть. Я был страшно напуган и спрятался в зарослях. Они искали меня, но им не удалось меня найти».

Инка Манко прожил ещё три дня, но затем скончался от ран.
Испанцы захватили коней и помчались прочь от лагеря инков. Только под конец дня они осмелились остановиться возле какой-то хижины, но здесь их настигли индейские воины, возвращавшиеся из рейда, которых успели предупредить бегуны из Виткоса. Испанцы с боем забаррикадировались в хижине, но её подожгли, а тех, кто выбежал, подстрелили из луков, остальных закололи копьями или сожгли заживо.

## Итоги
Инка Манко Юпанки предательски погиб от рук европейцев как раз тогда, когда наконец-то появился призрачный шанс мирно уладить дела с испанской короной (хотя маловероятно, что две цивилизации могли бы сосуществовать вместе). Фактически, он стал последним самостоятельным и полноправным правителем Инков, достойных славы своей династии, так как после него ни одному из вождей не удавалось поднять на борьбу столь много людей и объединить их хоть в тень великой империи. Кроме того, он обладал выдающимися качествами: целеустремленностью, упорством, способностью преодолевать препятствия и даже катастрофы, которыми заканчивались многие бесплодные попытки индейцев выбить европейцев со своих территорий. Он смог научиться многому у испанцев и перенять то, что считал нужным, но при этом сохранил достоинство, присущее правителям Инков и культурные традиции: религию, поклонение предкам и т. п. Будучи одним из последних принцев, родившихся в зените славы Инкской империи (оставался ещё Паулью), Инка Манко стал последним большим лидером индейского сопротивления, хотя современная околоисторическая литература обычно упоминает в этой связи Тупака Амару, последнего Инку.
Манко прожил три дня после того, как его испанские гости нанесли ему удар в спину и успел узнать, что его убийцы были наказаны Также он назначил своим преемником старшего сына Сайри-Тупака. Это был пятилетний ребёнок, чье имя означало «королевский табак»: инки использовали табак, «сайри», в качестве лекарства и для того, чтобы нюхать, но не курили его. Регентом при юном Сайри-Тупаке стал знатный инка по имени Аток-Сопа или Пуми-Сопа.
После смерти Инки активная фаза сопротивления конкисте прекратилась, и индейские вожди предпочли надеяться на удаленность и труднодоступность своих крепостей, чем на продолжение борьбы за свою свободу.

## Сыновья и наследники
Сведения о сыновьях и наследниках Манко Инки II впервые приводятся в так называемом «Сообщении кипукамайоков»:

У Манко Инги, после того, как он укрылся в провинции Вилькабамба, восстав против христиан, было в той земле четверо детей мужского пола, каковыми были дон Диего Кайре [Сайри] Топа, и Тито Кусси Юпанке, и Топа Амаро, и дон Фелипе Вальпа Тито.— Хуан де Бетансос, кипукамайоки Кальапиньа, Супно и др. Сообщение о Происхождении и Правлении Инков

## Первоисточники
- Куприенко С.А. Источники XVI-XVII веков по истории инков: хроники, документы, письма / Под ред. С.А. Куприенко.. — Киев: Видавець Купрієнко С.А., 2013. — 418 с. — ISBN 978-617-7085-03-3.
- Талах В.Н., Куприенко С.А. Америка первоначальная. Источники по истории майя, науа (астеков) и инков / Ред. В. Н. Талах, С. А. Куприенко.. — Киев: Видавець Купрієнко С.А., 2013. — 370 с. — ISBN 978-617-7085-00-2.
- Виктор фон Хаген. Ацтека, майя, инки. Великие царства древней Америки.. — М.: ЗАО Центрполиграф, 2013. — 539 с. — ISBN 978-5-9524-5078-3.